# 司馬叔璠
司馬 叔璠（しば しゅくはん、生没年不詳）は、東晋の皇族。本貫は河内郡温県。
玄祖父は西晋の彭城王司馬権（安平王司馬孚の四弟の司馬馗の子）。高祖父は彭城王司馬植。曾祖父は彭城王司馬釈。祖父の東晋の河間王司馬欽は司馬融（司馬孚の孫の河間王司馬顒の養子、実父は司馬植）の養子。父は河間王司馬曇之。

## 経歴
河間王司馬曇之の子として生まれた。東晋では、使持節・鎮北将軍・徐兗二州刺史・淮南王に封ぜられた。桓玄が楚を建国すると、司馬叔璠は兄の司馬国璠とともに南燕の慕容超のもとに亡命した。後に後秦の姚興の庇護を求めた。劉裕が後秦を滅ぼすと、兄弟は夏の赫連勃勃のもとに逃れた。北魏の太武帝が統万城を平定すると、兄弟は北魏に入った。司馬叔璠は安遠将軍に任ぜられ、丹陽侯に封ぜられた。

## 子女
- 司馬霊寿（冠軍将軍・温県侯）
- 司馬道寿（寧朔将軍・宜陽県子）

## 伝記資料
- 『魏書』巻三十七 列伝第二十五
- 『北史』巻二十九 列伝第十七